# Федосеева, Наталья Валерьевна
Наталья Валерьевна Федосеева (род. 13 мая 1991) — российская спортсменка, чемпионка и бронзовый призёр чемпионатов России по вольной борьбе, бронзовый призёр Гран-при Иван Ярыгин, мастер спорта России. Выступает за клуб «Минобрнаука» (Кемерово). Живёт в Кемерове.

## Спортивные результаты
- Чемпионат России по женской борьбе 2019 года — ;
- Чемпионат России по женской борьбе 2018 года — ;
- Чемпионат России по женской борьбе 2017 года — ;
- Чемпионат России по женской борьбе 2015 года — ;
- Гран-при Иван Ярыгин 2015 года — ;
- Чемпионат России по женской борьбе 2012 года — ;